# 维朗库尔
维朗库尔（法語：Willencourt）是法国北部-加来海峡大区加来海峡省的一个市镇，属于阿拉斯区欧克西堡县。该市镇2009年时的人口为134人。

## 人口
维朗库尔人口变化图示
| 数据来源：INSEE |